# Драган Павловић Латас
Драган Павловић Латас (Скопље, 25. фебруар 1960) је македонски новинар српског порекла.

## Биографија
Драган Павловић Латас је рођен 25. фебруара 1960. године у Скопљу. Радио је као одговорни уредник на телевизији Сител од 1997 до 2018, и као извршни продуцент од 2018 до 2024 године, а исту функцију вршио је и у дневним новинама „Вечер” у периоду од 2006. до 2012. године. Члан је Македонске асоцијације новинара МАН и био је њен генерални секретар од 2002. до 2007. и од 2011. године је поново на тој функцији. Своју каријеру почео је у „Млад борец” (1980-1984), а био је сарадник београдских новина „Младост” и недељника Дуга. Радио је у недељнику „Фокус” у након његовог оснивања 1995. до 1997 године. Дипломирао је економију на Универзитету у Београду, а диплому из политичких наука на ФОН универзитету у Скопљу стекао је 2005. године. Магистарске и докторске студије завршио је на Европском универзитету у Скопљу, где ради као професор од 2012. Добитник је пет нагарада за новинара године у Македонији за 1995, 1998, 2000, 2001 и 2002 годину. Пројект менаџер је групације портала Вечер.мк, Време.мк, Весник.кон и агрегатора вести Вести.мк. Главни је уредник српског портала 24вести.ком

### Критике
Био је осумњичен да сарађује са српским тајним службама током грађанског рата у Југославији. Лист „Време” објавио је документе који указују да је Латас руководио паљењем америчке амбасаде у Скопљу 1999. године по налогу УДБЕ, У раду се указује на Павловића као на доушника Слободана Милошевића, који је наређење добио 13. марта 1999. године и паљење се десило десет дана касније. У судском процесу суд је пресудио информацију као клевету.
Латас је критикован од стране новинара у Р. Македонији због "свог речника и кршења етичког кодекса новинара". У интервјуу за Сител 2016. Латас је за Зорана Заева, председника СДСМ, рекао да је "изрод" и да "лаже као Турчин". На понашање Латаса реаговала је амбасада Турске у Р. Македонији и Удружење новинара Македоније, рекавши да су вређани Турци у Р. Македонији и да Латас ствара искривљену слику новинарства.